# Gaidouras
Gaïdouras (in greco Γαϊδουράς?; in turco Korkuteli) è un villaggio di Cipro. Esso appartiene de facto al distretto di Gazimağusa della Repubblica Turca di Cipro del Nord,  mentre de iure fa parte del distretto di Famagosta della Repubblica di Cipro. Prima del 1974, questo villaggio era abitato esclusivamente da greco-ciprioti.
Gaidouras nel 2011 aveva 611 abitanti.

## Geografia fisica
Il villaggio è situato nella pianura della Messaria, diciassette chilometri ad ovest di Famagosta e due chilometri e mezzo ad est di Prastio/Dörtyol.

## Origini del nome
In greco Gaïdouras significa "luogo degli asini". Gli abitanti di Gaidouras volevano cambiare il nome del loro villaggio in Nea Sparti ("Nuova Sparta"), e a questo proposito inoltrarono una richiesta ufficiale al governo cipriota. Tuttavia nel 1974 ebbe luogo l'invasione turca di Cipro, e alla domanda non venne quindi dato seguito. Nel 1975 i turco-ciprioti ribattezzarono il villaggio Korkuteli, dal nome di una città della Turchia.

## Società

### Evoluzione demografica
Nel censimento ottomano del 1831, i cristiani costituivano la maggioranza assoluta degli abitanti di Gaidouras. Alla fine del XIX secolo nel villaggio c'erano solo uno o due abitanti musulmani. La popolazione di Gaidouras aumentò leggermente durante la prima metà del XX secolo, continuando anche in seguito a crescere gradualmente, passando da 331 abitanti nel 1946 a 366 nel 1960.
La maggior parte degli abitanti del villaggio fuggirono nell'agosto 1974 dall'esercito turco che avanzava verso la parte meridionale dell'isola. Attualmente, come il resto dei rifugiati greco-ciprioti, quelli di Gaidouras sono sparsi nel sud dell'isola, soprattutto nelle città. Il numero dei greco-ciprioti sfollati dopo la guerra del 1974 è di circa 320 (314 nel censimento del 1973).
Il villaggio venne ripopolato nel 1976 e 1977 principalmente da cittadini turchi provenienti dalla Turchia, soprattutto dalle province di Osmaniye e Adana nella Turchia meridionale. Secondo il censimento del 2006 la popolazione di Gaidouras ammontava a 510 persone.